# Demi-lune commode

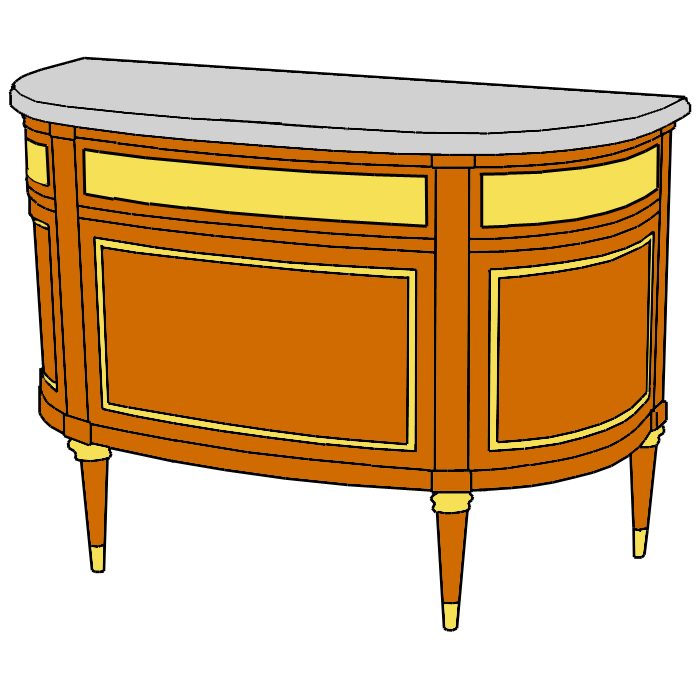
Demi-lune-commode w stylu Ludwika XVI

Demi-lune-commode – komódka o półokrągłych ścianach przednich i bocznych, na wysokich nóżkach. Występowała we Francji od 2 poł. XVIII wieku.